# Georg Dassel

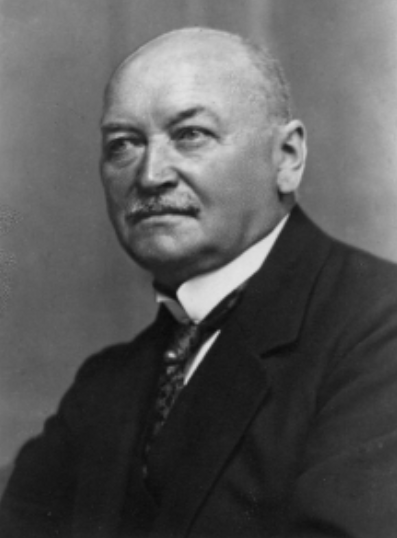
Georg Dassel

Georg Anton Dassel (* 22. Dezember 1852 in Düsseldorf; † 8. März 1934 in Allagen) war ein deutscher Unternehmer, Marmorfabrikant und Mäzen. Dassel war der Alleininhaber der Westfälischen Marmorwerke AG in Allagen. Er engagierte sich auch politisch als Mitglied des Westfälischen Provinziallandtages.

## Leben
Dassel stammte aus einer Linie der Patrizierfamilie von Dassel. Er wurde in Düsseldorf als Sohn des Ludwig Anton Dassel (1822–1888) und der Johanna Sophie Helene (geborene Buddeberg; 1827–1894) geboren. Er besuchte die Herchenbach'sche Privatschule und das Realgymnasium in Düsseldorf. Ab 1868 absolvierte er eine kaufmännische Ausbildung bei I.P. Rittenhaus & Co., ein größeres Unternehmen der Farbenindustrie (Türkischrot Garnfärberei), welches unter anderem auch in Übersee Geschäfte betrieb (Türkei, Afrika und Indien). Als während des Deutsch-Französischen Kriegs der Geschäftsinhaber sowie mehrere Büroangestellte an die Front berufen worden, übernahm Dassel die Führung. Um ein Haar hätte es den jungen Kaufmann nach Kalkutta verschlagen, dieses verlockende Angebot, stieß er allerdings aus familiären Gründen ab.
Später begann Dassel sich mit Granit und Marmor zu beschäftigen. Er beteiligte sich 1881 an einem Marmorbetrieb in Düsseldorf und eröffnete in Reichenbach einen Betrieb mit Schleiferei, aus dem die Deutsche Steinindustrie AG hervorging. Schließlich machte er sich selbständig durch die Übernahme der seit einigen Jahren stillliegenden Betriebe der Westfälischen Marmorwerke AG in Allagen („Victoriawerke“), welche er 1886 wieder eröffnete. Zukäufe wie das eines Konkurrenzwerkes in Borghausen (1894), des Liethammer (1898) und des Syenitwerkes in Schönberg (1900) folgten.
Dassel war Vorsitzender der Industrie- und Handelskammer Arnsberg. Er war zudem Mitbegründer des Sauerländischen Gebirgsvereins und Förderer der Evangelischen Kirche, u. a. ließ er eine evangelische Kapelle in Sichtigvor errichten und stiftete die evangelische Schule in Allagen. Von 1917 bis 1919 saß Dassel für den Wahlkreis Arnsberg im Westfälischen Provinziallandtag.
Seit 1880 war Dassel mit Maria Karoline (geborene Hassenkamp; 1862–1931) verheiratet. Das Paar hatte acht Kinder von welchen die folgenden in den Unternehmungen der Familie aktiv waren; Georg Dassel (1881–1944), verheiratet mit Grete Siepmann (Tochter des Hugo Siepmann), seit 1903 Prokura für die Westfälischen Marmor- und Granit-Werke Georg Dassel; Paul Dassel (1882–1924), ledig; H. Walter (1887–1929) sowie Erich Dassel (1892–1948). 
Georg Dassel bewohnte ab 1887 das Haus Dassel in Allagen. Dort starb er am 8. März 1934.